# 粵海置地
粤海置地控股有限公司（港交所：0124）的前身是金威啤酒，是廣東省政府控制的粤海控股集團有限公司的旗下控股企業，主要業務是在中國進行房地產開發。
2013年，粤海置地因出售金威啤酒的釀酒業務予華潤雪花啤酒，而轉型為房地產開發公司。粤海置地在出售釀酒業務後，保留了深圳罗湖区布心片区廠房的地皮，將用作商業地產開發。
2019年9月11日，粵海置地公布，完成甄選主承包商進行北部土地建築施工總承包工程的招標程序後，公司當日與承包人就北部土地的建設工程簽訂協議書，代價為5.03億元人民幣。